# Shakermaker
Singles de Oasis
Rock'N'Roll Star
(1994) Live Forever
(1994)
Pistes de Definitely Maybe
Rock'N'Roll Star Live Forever
Shakermaker est une chanson du groupe de britpop anglais Oasis, écrite par le guitariste Noel Gallagher, présente sur leur premier album Definitely Maybe, en seconde position. La première apparition de cette chanson fut en tant que single, sorti le 13 juin 1994, qui a culminé à la 11e position dans les charts anglais. Il a également été la première chanson interprétée par le groupe sur le Top Of The Pops.

## Inspirations de la chanson
Noel Gallagher a avoué que les paroles étaient tirées du monde qui l'entoure, par exemple, un Shaker Maker était un jouet populaire dans les années 1970, lorsqu'il était enfant, le personnage de Monsieur le Soft cité dans la chanson a été pris à partir d'une publicité pour les Trebour Soft Menthes, qui était diffusée dans les années 1970 également.
La chanson illustre bien l'habitude de Noel Gallagher de l'emprunt au passé : la mélodie pour le couplet a été prise à la chanson I'd Like to Teach the World to Sing, chanson rendue célèbre par son utilisation dans une publicité pour Coca-Cola dans les années 1970, de Roger Cook, Roger Greenaway, Bill Backer et Billy Davis. Cependant, cela s'est remarqué, et Oasis a été poursuivi avec succès pour utilisation non autorisée de la chanson et ont dû verser 500 000 A $ (dollars australiens). Interrogé sur l'incident, Noel Gallagher, cynique, a déclaré : We drink Pepsi now (Maintenant, nous buvons du Pepsi).

## Personnel
- Liam Gallagher : Chant.
- Noel Gallagher : Guitare Solo et Backing Vocals.
- Paul Arthurs : Guitare rythmique.
- Paul McGuigan : Basse.
- Tony McCarroll : Batterie et percussions.

## Liste des titres
- Single CD

1. Shakermaker - 5:08
2. D'yer Wanna Be A Spaceman? - 2:41
3. Alive - 3:56
4. Bring It On Down (Live) - 4:17

- Vinyle 7" (sept pouces)

1. Shakermaker - 5:08
2. D'Yer Wanna Be A Spaceman? - 2:41

- Vinyle 12" (douze pouces)

1. Shakermaker - 5:08
2. D'yer Wanna Be A Spaceman? - 2:41
3. Alive - 3:56

- Cassette

1. Shakermaker - 5:08
2. D'yer Wanna Be A Spaceman? - 2:41

## Clip vidéo
Le clip se déroule devant la maison natale des frères Gallagher. On voit en alternance des images du groupe jouant dans le jardin, en noir et blanc un enfant courant dans une rue, et le groupe jouant au foot dans un terrain vague.